# ويليام إف. لامب
ويليام إف. لامب (بالإنجليزية: William F. Lamb)‏ هو مهندس معماري أمريكي، ولد في 21 نوفمبر 1893 في بروكلين في الولايات المتحدة، وتوفي في 8 سبتمبر 1952 في نيويورك في الولايات المتحدة.